# 수도권 (일본)
일본의 수도권(일본어: 首都圏, しゅとけん 슈토켄[*])은 세계에서 가장 거대한 대도시권으로, 일반적으로 도쿄도를 중심으로 한 간토 지방을 가리킨다.

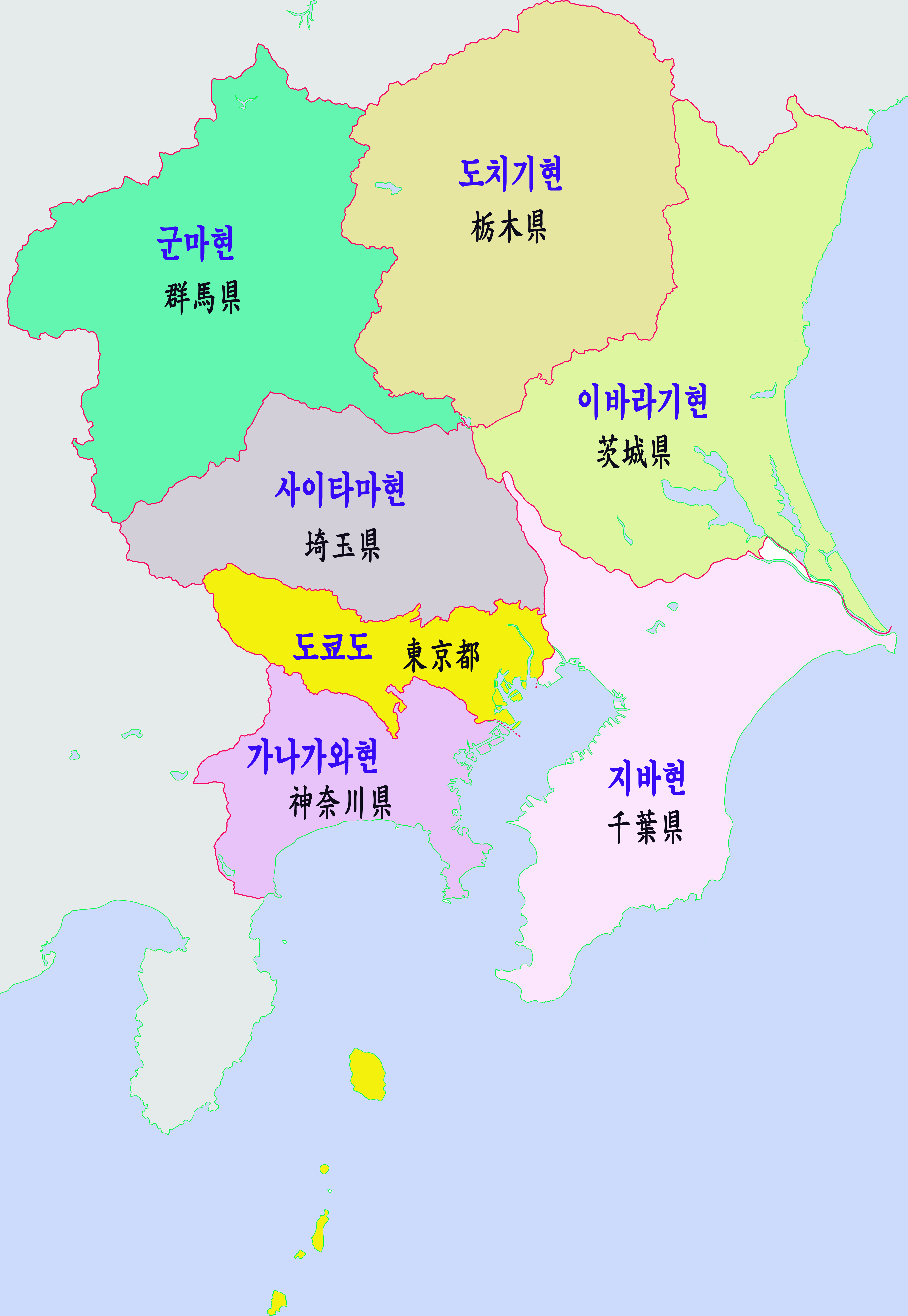
간토 지방

## 권역의 정의
일본의 수도권 정비법에서는 도쿄도, 가나가와현, 사이타마현, 지바현, 이바라키현, 도치기현, 군마현 등 간토 지방과 함께 야마나시현이 수도권에 포함된다고 정의한다. 그러나 일본에서 수도권은 통상적으로 야마나시현을 제외한 간토 지방만을 가리키는 경향이 강하다.
최근에는 수도권 대신 "도쿄권", "도쿄 도시권"이라고 부르기도 하는데, 이 경우에는 대체로 간토 지방 중에서 북부 3개 현을 제외한 1도 3현(도쿄도, 가나가와현, 사이타마현, 지바현)을 가리키는 말로 사용된다.

## 인구와 면적

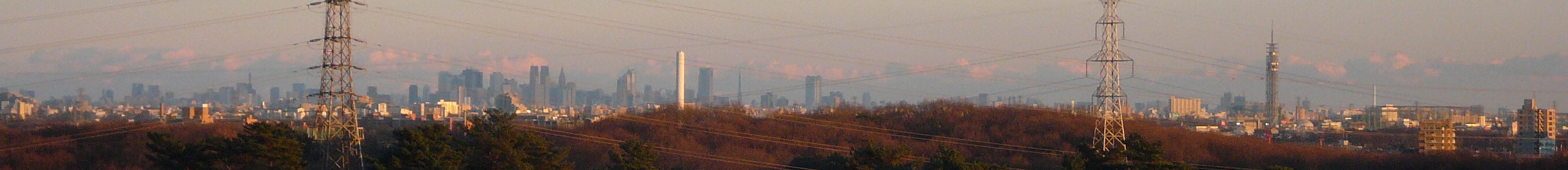
신주쿠로부터 23킬로 떨어진 교외에서 본 도쿄 전경.

일본 수도권인 간토 지방의 면적은 32,423.9 km2로 일본 총면적의 8.6%, 혼슈 면적의 14.2%인데, 2019년을 기준으로 인구는 약 4,350만 명으로 일본 총인구의 34.4%, 혼슈 인구의 42.2%가 집중되어 있다.
- 도쿄권인 1도 3현의 면적은 13,565.5 km2로 일본 총면적의 3.6%(혼슈 면적의 5.95%)인데, 인구는 약 3,680만 명으로 일본 총인구의 29.1%(혼슈 인구의 35.7%)를 차지한다.

- 도쿄도 및 그와 도시 연담화가 이루어진 면적은 총 8,547 km2 (3,300 mi²)로 뉴욕의 11,642 km2 (4,495 mi²)에 이어 세계에서 두 번째로 큰 단일 대도시권이다.[1]

## 경제 규모
2020년 기준 수도권의 총 GDP (명목)는 2조 억 달러 이상으로 세계에서 가장 거대한 경제권을 이루고 있다.

## 같이 보기
- 수도권 (대한민국)